# Sottomarina
Sottomarina (Marina in dialetto chioggiotto, Sotomarina in veneto) è una località turistica del Mar Adriatico, frazione e ora quartiere del comune di Chioggia (VE).

## Storia
L'abitato ha antiche origini: alla fine del VII secolo era denominato Clodia minor. Il borgo era governato da un tribuno e poteva contare su importanti chiese, un ospedale e un castello a torre chiamato ora Forte San Felice. Quella che doveva presentarsi come una sottile striscia di terra a sud della laguna era collegata con Chioggia attraverso un ponte di barche dotato di torri difensive che per il canal Lusenzo raggiungeva l'isola di San Domenico; l'abitato era compreso tra la bocca di porto a nord e l'attuale mercato vecchio a sud.
La conformazione territoriale di Sottomarina subì numerose trasformazioni nel corso dei secoli: completamente distrutta nel 1379 durante la guerra tra genovesi e veneziani, Sottomarina rimase disabitata e soggetta a continue inondazioni per la scomparsa delle difese a causa del divieto di riedificazione imposto da Venezia, fino alla 2ª metà del XV secolo, ma la ricostruzione avvenne solo nella seconda metà del XVII secolo.
Alla fine del XIX il Brenta-Bacchiglione venne deviato, e durante gli anni trenta fu costruita la diga sud del porto di Chioggia (San Felice); gli apporti detritici allargarono di molti metri il litorale, trasformando nuovamente il territorio. Attualmente la spiaggia e la zona turistica di Sottomarina sono attrezzate con alberghi, campeggi e residenze private per migliaia di posti letto.
Sottomarina è collegata a Chioggia da un ponte, ma storicamente ne è divisa per vocazione (pescatori i chioggiotti, agricoltori i marinanti). Nel tempo i marinanti hanno sfruttato appieno le innumerevoli opportunità imprenditoriali, installando numerosissime strutture ricettive, la cui gestione ha mutato notevolmente la vocazione dei marinanti da agricoltori ad albergatori.

## Descrizione

### La spiaggia

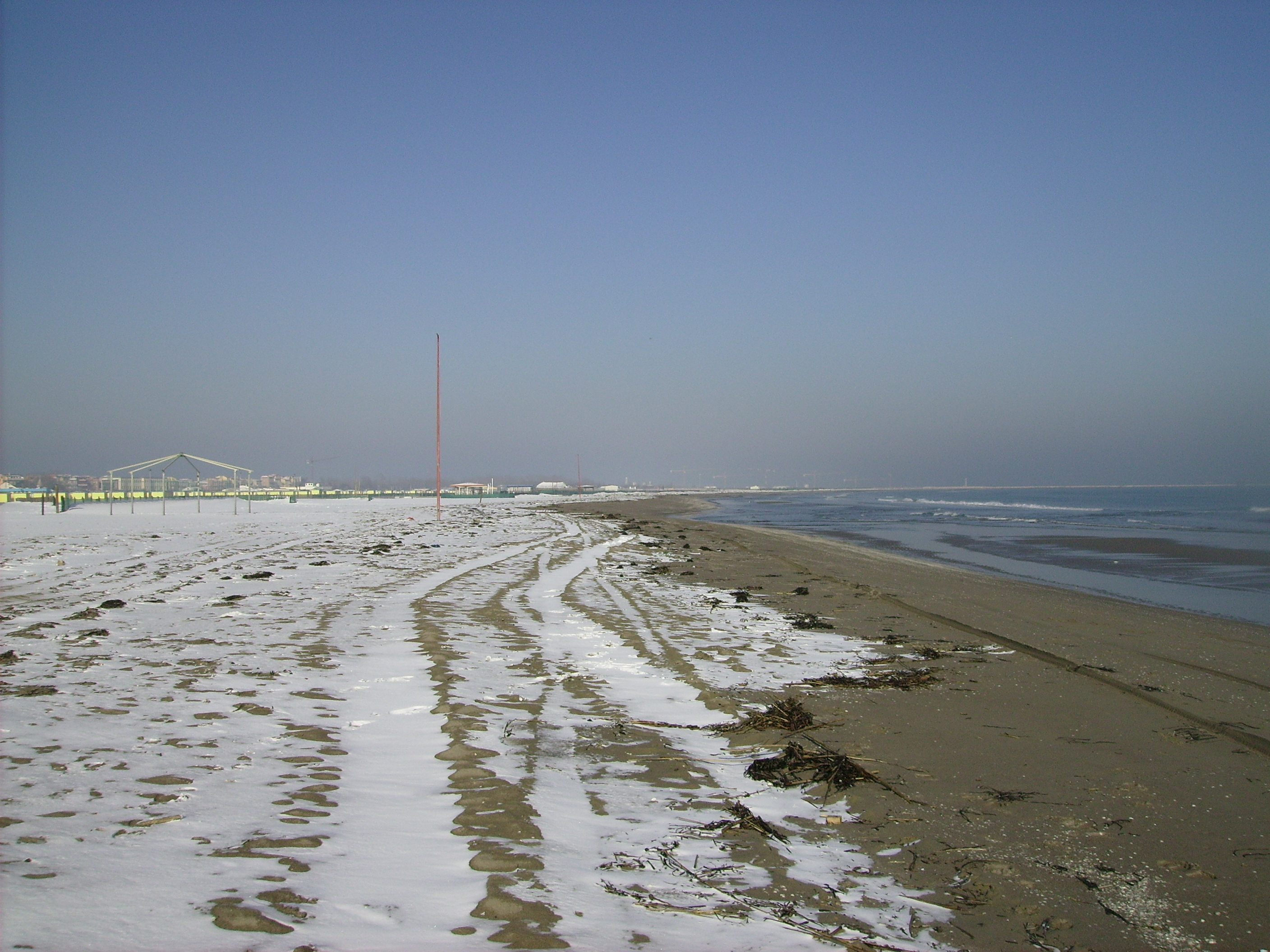
La spiaggia di Sottomarina con la neve

La spiaggia di Sottomarina si estende per circa cinque chilometri, dalla diga di San Felice presso la bocca di porto di Chioggia a Nord, alla diga presso le foci dei fiumi Brenta-Bacchiglione a sud. Le due dighe delimitano, rispettivamente, il confine settentrionale e meridionale della zona balneare di quella che è la frazione più popolosa del Comune di Chioggia. Il litorale è caratterizzato da una sabbia finissima, con grande presenza di augite, quarzo, silicati ed elementi micacei.
Sulla spiaggia sorgono numerosi stabilimenti balneari, nonché punti di ristoro, ristoranti, pizzerie, parchi acquatici, parchi divertimento e sale da ballo. Essendo la spiaggia un'area demaniale, l'accesso è garantito gratuitamente mediante appositi passaggi, posti parallelamente agli stabilimenti balneari; inoltre esistono delle aree di spiaggia non gestite dagli stabilimenti, quindi liberamente usufruibili dal pubblico nei limiti dei regolamenti vigenti.

### Il centro

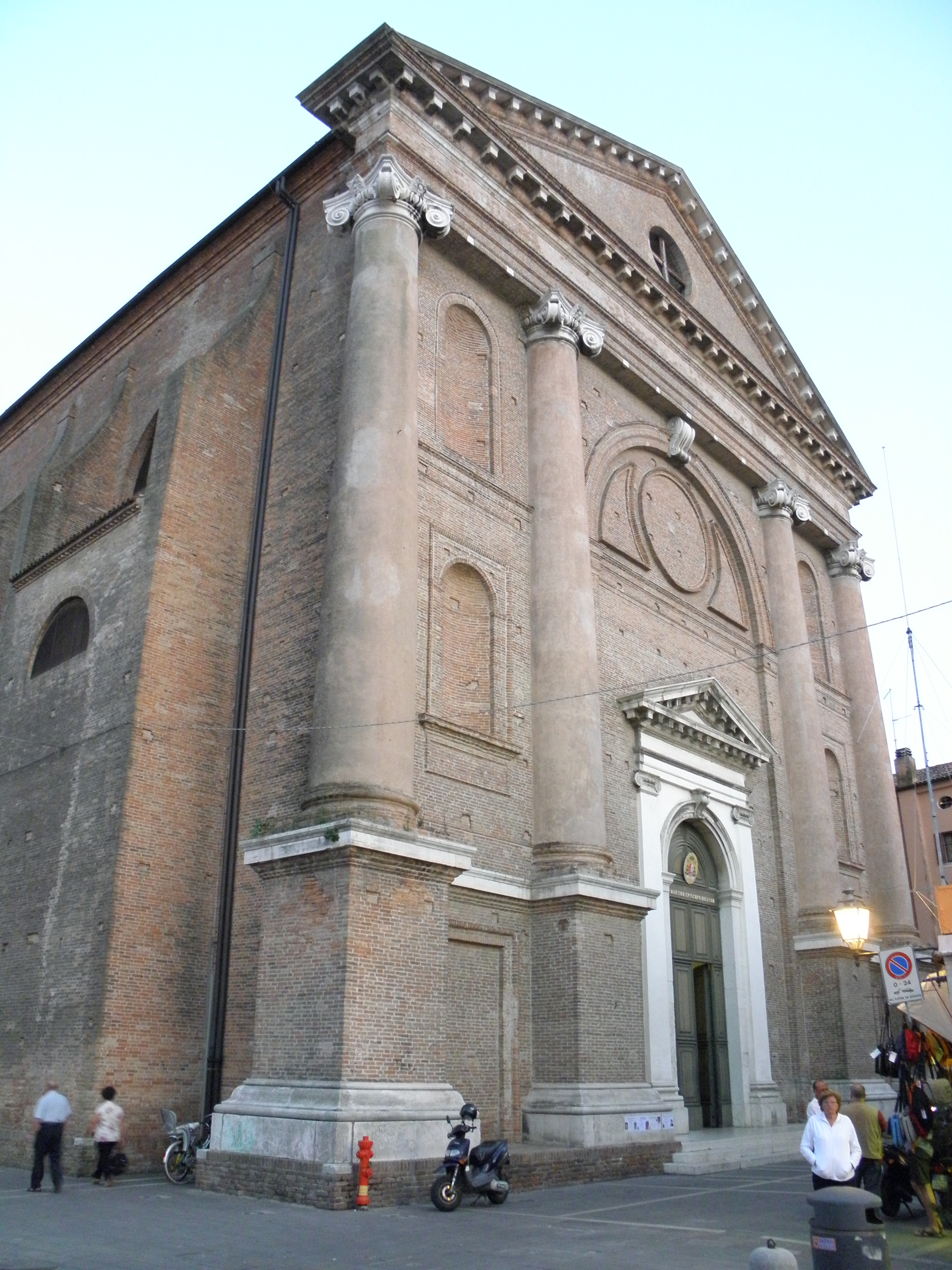
La chiesa di San Martino a Sottomarina.

Sottomarina si divide, tradizionalmente, nella parte "vecchia" e in quella "nuova" situate rispettivamente a nord e a sud della frazione. La parte vecchia assomiglia di più a Chioggia, mentre la parte nuova si estende verso sud, con insediamenti più recenti; in questa zona, sorgono le numerose strutture ricettive, che sono concentrate prevalentemente lungo il Lungomare Adriatico, dove sono presenti inoltre numerosi locali. Le piazze principali sono Piazza Europa, Piazza Italia e Piazza Todaro, tutte e tre relativamente vicine e molto frequentate, soprattutto d'estate quando il centro è affollato di turisti e di giovani.

## Infrastrutture e trasporti
I trasporti urbani ed extraurbani di sottomarina vengono svolti con autoservizi di linea gestiti da Actv, Arriva Veneto, Busitalia e SVT.